# AFC Academy
AFC Academy ist ein Amateurfußballverein aus den Turks- und Caicosinseln und mit sechs Meistertiteln deren Rekordmeister.

## Geschichte
Der Verein wurde 2007 gegründet und konnte in seiner noch jungen Vereinsgeschichte bereits 2009 den ersten Titel gewinnen, 2014 wurde man erneut Meister. Am Ende der Saison hatte man 33 Punkte und acht Punkte Abstand zum Vizemeister Cheshire Hall. Viele Spieler des Vereins spielen auch regelmäßig für die Nationalmannschaft der Turks- und Caicosinseln.
Vor der Saison 2017 teilte sich der Verein intern in eine Seniorenmannschaft (Academy Jaguars) und eine Juniorenmannschaft (Academy Eagles) auf, die aber beide weiterhin in der ersten Liga spielen. Zur abgebrochenen Saison 2019/20 kamen mit den Academy Falcons eine dritte vereinsinterne Mannschaft dazu.

## Vereinswappen
Das Vereinswappen hat eine ovale Form, in deren Mitte ein goldenes A abgebildet ist. Umrundet ist der Buchstabe A von blau-weißen Streifen, die, mit Ausnahme eines horizontalen Balkens, vertikal ausgerichtet sind. Unter dem Buchstaben A ist das Gründungsjahr 2007 angegeben, über dem Buchstaben steht AFC.

## Erfolge
- Provo Premier League: (6)
  - Meister 2009/10, 2014, 2014/15, 2016
  - Meister als Academy Jaguars: 2018, 2019

## Bekannte Spieler
- Billy Forbes (2007–2009)
- Philip Shearer (2012–2015)